# Staying Alive: Women, Ecology, and Development
Staying Alive: Women, Ecology, and Development és un llibre publicat l'any 1988 i escrit per la física i teòrica ecofeminista Vandana Shiva.

## Context
Es tracta de la primera obra de l'autora, així com un dels títols més influents.
En l'obra, Shiva desenvolupa la seua tesi ecofeminista per la qual, el domini patriarcal es deu a una herència del colonialisme occidental, i a una visió binòmica de caràcter cartesià. Així, estos dos conceptes binòmics (home i dona) no serien presentats de manera complementària l'u de l'altre, sinó com a realitats distanciades que se subjuguen la una a l'altra.
Així mateix, també s'articula la relació de les dones de l'àmbit rural i la naturalesa, que és amenaçada pel desig de desenvolupament. Altres dicotomies que analitza inclouen la de naturalesa contra cultura, i com tots dos conceptes es relacionen amb la feminitat i la masculinitat.
Com a resultat, l'autora analitza com les dinàmiques colonialistes han resultat a despullar a la naturalesa de tot significat excepte el comercial, i com eixa relació econòmica afecta negativament als drets i necessitats de les poblacions locals, i la saviesa tradicional.

## Llegat
Staying Alive ha jugat un paper important a l'hora d'iniciar el debat sobre els biaixos del desenvolupament del discurs, la ciència moderna i la discriminació de gènere, així com les seues conseqüències. També ha tingut un paper important a l'hora d'universalitzar l'experiència de les dones de l'àmbit rural i tribal.